# Survivor Series (1994)
Survivor Series (1994) — восьмое в истории PPV-шоу Survivor Series, производства американского рестлинг-промоушна World Wrestling Federation (WWF). Шоу прошло 23 ноября 1998 года в «Фриман Колизеум» в Сан-Антонио, Техас, США. Это было последним шоу Survivor Series, которое прошло в традиционный канун/день Дня благодарения.
Состоялось два главных события; в первом Боб Бэклунд выиграл титул чемпиона WWF у Брета Харта в матче болевых приёмов после того, как брат Брета Оуэн убедил их мать бросить полотенце, чтобы закончить матч. В другом главном событии Гробовщик победил Ёкодзуну в матче с гробом с Чаком Норрисом в качестве специально приглашенного силовика.

## Результаты
| #                        | Матч | Тип матча                                       | Время |
| ------------------------ | --- | ----------------------------------------------- | ----- |
| 1Т                       | Боб Холли победил Кванга (с Харви Випплманом) | Одиночный матч                                  | —     |
| 2                        | «Плохие парни» (1-2-3 Кид, Британский бульдог, Фату, Рейзор Рамон и Сионе) (с Афой и Лу Альбано) победили «Тимстеров» (Дизель, Джефф Джарретт, Джим Нейдхарт, Оуэн Харт и Шон Майклз)                                                     | Матч Survivor Series на выбывание               | 21:45 |
| 3                        | «Королевская семья» (Чизи, Джерри Лоулер, Квизи и Слизи) победили «Клоуны — это мы» (Клоун Динк, Клоун Доинк, Клоун Пинк и Клоун Винк) | Матч Survivor Series на выбывание               | 16:05 |
| 4                        | Боб Бэклунд (с Оуэном Хартом) победил Брета Харта (с) (с Британским бульдогом), когда Хелен Харт бросила полотенце Брета на ринг | Матч болевых приёмов за титул чемпиона WWE      | 35:11 |
| 5                        | «Команда на миллион долларов» (Бам Бам Бигелоу, Джимми Дель Рэй, Кинг-Конг Банди, Татанка и Том Причард) (с Джимом Корнеттом и Тедом Дибиаси) победила «Кишки и слава» (Адам Бомб, Барт Ганн, Билли Ганн, Лекс Люгер и Мэйбл) (с Оскаром) | Матч Survivor Series на выбывание               | 23:21 |
| 6                        | Гробовщик (с Полом Берером) победил Ёкодзуну (с Джимом Корнеттом и Мистером Фудзи) | Матч с гробом, Чак Норрис — специальный силовик | 15:24 |
| Т — означает тёмный матч | |                                                 |       |